# Grażyna Stochel
Grażyna Jolanta Stochel (ur. 6 kwietnia 1954 roku) – polska chemik, profesor nauk chemicznych, nauczyciel akademicki Uniwersytetu Jagiellońskiego, w latach 2008–2012 i 2012–2016 dziekan Wydziału Chemii UJ, specjalności naukowe: chemia koordynacyjna i bionieorganiczna, fotochemia. Członek rzeczywisty Polskiej Akademii Nauk.

## Życiorys
Od 1978 jest związana z Wydziałem Chemii UJ. W 1983 uzyskała tam stopień naukowy doktora, w 1993 stopień naukowy doktora habilitowanego. W 2001 nadano jej tytuł profesora nauk chemicznych.
Została kierownikiem Zespołu Fizykochemii Koordynacyjnej i Bionieorganicznej oraz kierownikiem Pracowni Fotolizy Laserowej Wydziału Chemii UJ.
W latach 1998–2005 była prodziekanem, a w latach 2008–2012 i 2012–2016 dziekanem Wydziału Chemii UJ. W 2005 została członkiem Senatu Uniwersytetu Jagiellońskiego.
Była profesorem wizytującym w Uniwersytecie w Orleanie, stypendystką Fundacji Humboldta. Weszła w skład Komitetu Chemii PAN.
Została członkiem Centralnej Komisji do Spraw Stopni i Tytułów.
W 2016 została członkiem korespondentem Polskiej Akademii Nauk, a w 2022 członkiem rzeczywistym tej instytucji.
W 2019 została członkiem Rady Doskonałości Naukowej I kadencji w dyscyplinie nauki chemiczne, zasiada w tym ciele także w kadencji 2024–2027.
Została odznaczona Srebrnym Krzyżem Zasługi (1997) oraz Krzyżem Kawalerskim Orderu Odrodzenia Polski (2022).